# Schizocosa mccooki
Schizocosa mccooki là một loài nhện trong họ Lycosidae.
Loài này thuộc chi Schizocosa. Schizocosa mccooki được M. E. Montgomery miêu tả năm 1904.